# Roodborstblauwsnavel
De roodborstblauwsnavel (Spermophaga haematina) is een zangvogel uit de familie Estrildidae (prachtvinken).

## Verspreiding en leefgebied
Deze soort telt 3 ondersoorten:
- S. h. haematina: van Senegal en Gambia tot Ghana.
- S. h. togoensis: van Togo tot zuidwestelijk Nigeria.
- S. h. pustulata: van zuidoostelijk Nigeria en Kameroen tot de zuidwestelijke Centraal-Afrikaanse Republiek, oostelijk Congo-Kinshasa en noordwestelijk Angola.